# Perrache
Perrache è il capolinea della linea A della metropolitana di Lione.
È situata nel II arrondissement di Lione, sotto Cours de Verdun, nella zona della Presqu'île.

## Storia
La stazione fu aperta al traffico il 2 maggio 1978, quando fu attivata la linea A tra le stazioni di Perrache e Laurent Bonnevay - Astroballe.

## Interscambi
La fermata costituisce un importante interscambio con la stazione di Lione-Perrache che, assieme a Part-Dieu è una delle due principali stazioni ferroviarie lionesi. Nelle vicinanze della stazione effettuano fermata diverse linee di tram, autobus urbani ed interurbani.
- Stazione ferroviaria (Lione Perrache)
- Fermata tram (linea 1, linea 2)
- Autostazione
- Fermata autobus

## Servizi
La stazione dispone di:
- Accessibilità per portatori di handicap
- Ascensori